# Un ladrón de guante blanco
Un ladrón de guante blanco es una película española de comedia estrenada en 1946, coescrita y dirigida por Ricardo Gascón y protagonizada en los papeles principales por Luis Prendes y Silvia Morgan.
Yuri Aguilar, cinéfilo y coleccionista valenciano encontró en 2015 la única copia en condiciones del film en un lote de películas antiguas españolas, mexicanas y argentinas que su empresa, Aguilar Cinematografía, acababa de adquirir. Hasta ese momento solo se conservaban un duplicado dañado en formato de 35 mm y otro en 16 mm. Aguilar decidió depositar la película en la Filmoteca Nacional para que llevara a cabo su restauración, conservación y distribución.

## Sinopsis
Carmen se cree la protagonista de unas aventuras que son el producto de su imaginación y de sus lecturas.

## Reparto
- Luis Prendes como Jaime Borrell
- Silvia Morgan como Carmen Rico
- Alberto Ribeiro como Guante Blanco
- José Jaspe como Star
- Óscar de Lemos como Parabellum
- Gema del Río como Elena
- Mary Santpere como Ernestina
- José María Ovies como Miguel Rico
- Modesto Cid